# Гражданска война в Шри Ланка
Гражданската война в Шри Ланка (на синхалски: ශ්‍රී ලංකාවේ සිවිල් යුද්ධය; на тамилски: ஈழப் போர்) е въоръжен конфликт между централното правителство на Шри Ланка и терористичната групировка „Тигри за освобождение на Тамил Еелам“. Боевете продължават от 1983 година и са отнели живота на около 68 000 души.
След получаването на независимост от Великобритания през 1948 година в политическия живот на Шри Ланка доминира етноса синхали. По това време се зародила дискриминацията към тамилското малцинство. През 1977 година напрежението ескалира, което води до кръвопролитни безредици. От 1976 година съществува групировката „Тигри за освобождение на Тамил Еелам“. Те се борят за независимост на северните и източните територии на острова, които са населени предимно с Тамили.
Отличават се няколко етапа от войната:
- Първа Иламска война (1983 – 1987) – ранен етап от бойните действия.
- Индийска интервенция (1987 – 1990) – Индия се намесва в конфликта. Индийската войска има за цел да изпълнява миротворни функции, но скоро се оказва, че е започнала бойни действия срещу „Тигри за освобождение на Тамил Еелам“. След като не се сключва мир контингента се изтегля.
- Втора Иламска война (1990 – 1994) – възобновяване на гражданската война. Този етап се характеризира с активните терористични акции и убийствата на високопоставени служители в това число и президента на страната Ранасингх Премадаса.
- Трета Иламска война (1995 – 2002) – след кратко примирие войната продължава. Правителствените войски правят широкомащабна операция, като постигат частични успехи.
- Примирие (2002 – 2006) – В началото на 2002 година чрез посредничеството на Норвегия е сключено примирие между воюващите страни
- Четвърта Иламска война (2006 – 2009 ?) – през април 2006 година след като групировката „Тигри за освобождение на Тамил Еелам“ извършва терористични атаки, военните действия са възобновени.

През януари 2008 година правителството формално се отказва от примирие.
На 18 май 2009 година лидерът на групировката „Тигри за освобождение на Тамил Еелам“ Велупилаи Прабхакаран е убит. Отрядът му, наброяващ 200 души попада в засада в джунглата в североизточната част на Шри Ланка.